# Mirjana Wittmann
Mirjana Wittmann (auch: Mirjana Milošević Wittmann, Mirjana Milošević-Vitman; * 6. Oktober 1938 als Mirjana Milošević in Sarajevo) ist eine literarische Übersetzerin.

## Leben
Mirjana Wittmann wuchs in Belgrad auf. 1956 kam sie in die Bundesrepublik Deutschland, wo sie an der Ruprecht-Karls-Universität Heidelberg ein Sprachstudium absolvierte. Anschließend war sie für den Rundfunk tätig, vor allem für den serbischen Dienst der Deutschen Welle. Seit  1997 ist sie freie Journalistin und Übersetzerin. Sie lebte mit ihrem Mann, dem 2023 verstorbenen Übersetzer Klaus Wittmann, in Bonn. 
Mirjana Wittman übersetzt in Zusammenarbeit mit Klaus Wittmann erzählende Werke, Theaterstücke und Hörspiele aus dem Serbischen, Kroatischen und Bosnischen ins Deutsche. 2006 erhielten beide für ihre Übersetzung von David Albaharis Mutterland den Brücke Berlin Literatur- und Übersetzerpreis, 2011 in Anerkennung ihres Lebenswerkes den Paul-Celan-Preis.

## Übersetzungen ins Deutsche
- David Albahari: Der Bruder, Frankfurt, M. 2012 (übersetzt zusammen mit Klaus Wittmann)
- David Albahari: Fünf Wörter, Frankfurt am Main 2005 (übersetzt zusammen mit Klaus Wittmann)
- David Albahari: Götz und Meyer, Frankfurt am Main 2003 (übersetzt zusammen mit Klaus Wittmann)
- David Albahari: Die Kuh ist ein einsames Tier, Frankfurt, M. 2011 (übersetzt zusammen mit Klaus Wittmann)
- David Albahari: Ludwig, Frankfurt, M. 2009 (übersetzt zusammen mit Klaus Wittmann)
- David Albahari: Mutterland, Frankfurt am Main 2002 (übersetzt zusammen mit Klaus Wittmann)
- David Albahari: Die Ohrfeige, Frankfurt, M. 2007 (übersetzt zusammen mit Klaus Wittmann)
- David Albahari: Tagelanger Schneefall, Wien 1997 (übersetzt zusammen mit Klaus Wittmann)
- Dragan Aleksić: Vorvorgestern, Berlin 2011 (übersetzt zusammen mit Klaus Wittmann)
- Kaća Čelan: Saubere Hände, Wuppertal 1996 (übersetzt zusammen mit Klaus Wittmann)
- Bora Ćosić: Die Rolle meiner Familie in der Weltrevolution, Berlin 1994 (übersetzt zusammen mit Klaus Wittmann)
- Miloš Crnjanski: Iris Berlina, Leipzig 2011 (übersetzt zusammen mit Klaus Wittmann)
- Šimo Ešić:  Weiße Welt, bunte Welt, Wuppertal 1997 (übersetzt zusammen mit Klaus Wittmann)
- Radmila Lazić: Das Herz zwischen den Zähnen, Leipzig 2011 (übersetzt zusammen mit Klaus Wittmann)
- Nedjo Osman: Gebäre mich nicht, Weilerswist 2006 (übersetzt zusammen mit Klaus Wittmann)
- Filip Šovagović: Cigla, Berlin 1999 (übersetzt zusammen mit Klaus Wittmann)
- Filip Šovagović: Die Vögelchen, Berlin 2002 (übersetzt zusammen mit Klaus Wittmann)
- Biljana Srbljanović: Barbelo, Berlin 2009 (übersetzt zusammen mit Klaus Wittmann)
- Biljana Srbljanović: Familiengeschichten, Berlin 1998 (übersetzt zusammen mit Klaus Wittmann)
- Biljana Srbljanović: God save America, Berlin 2003 (übersetzt zusammen mit Klaus Wittmann)
- Biljana Srbljanović: Heuschrecken, Berlin 2011 (übersetzt zusammen mit Klaus Wittmann)
- Biljana Srbljanović: Der Sturz, Berlin 2000 (übersetzt zusammen mit Klaus Wittmann)
- Tena Štivičić: Funkenflug, Berlin 2008 (übersetzt zusammen mit Klaus Wittmann)
- Zlatko Topčić: M. J. & Scottie Pippen, Berlin 2003 (übersetzt zusammen mit Klaus Wittmann)
- Dubravka Ugrešić: Baba Yaga legt ein Ei, Berlin 2008 (übersetzt zusammen mit Klaus Wittmann)
- Dubravka Ugrešić: Karaokekultur, Berlin 2012 (übersetzt zusammen mit Klaus Wittmann)
- Dubravka Ugrešić: Keiner zu Hause, Berlin 2007 (übersetzt zusammen mit Klaus Wittmann und Barbara Antkowiak)
- Dubravka Ugrešić: Das Ministerium der Schmerzen, Berlin 2005 (übersetzt zusammen mit Klaus Wittmann und Barbara Antkowiak)
- Svetlana Velmar-Janković: Lagum, Frankfurt am Main 2003 (übersetzt zusammen mit Klaus Wittmann)

## Übersetzungen in andere Sprachen
- Hilde Domin: Zlatni list, Beograd 2009  (übersetzt unter dem Namen Mirjana Milošević Wittmann)
- Margaret Klare: Noćas se svašta dogodilo, Gornji Milanovac 1992
- Christa Wolf: Medeja, Beograd 2001 (übersetzt unter dem Namen Mirjana Milošević-Vitman)